# Tarika Ramilison Fenoarivo

Emeline Raholiarisoa, une des principales artistes d'opéra Hira Gasy fut membre de la troupe.

Tarika Ramilison Besigara est une troupe d'artistes malgaches, fondée par Ramilison en 1986. 

## Historique

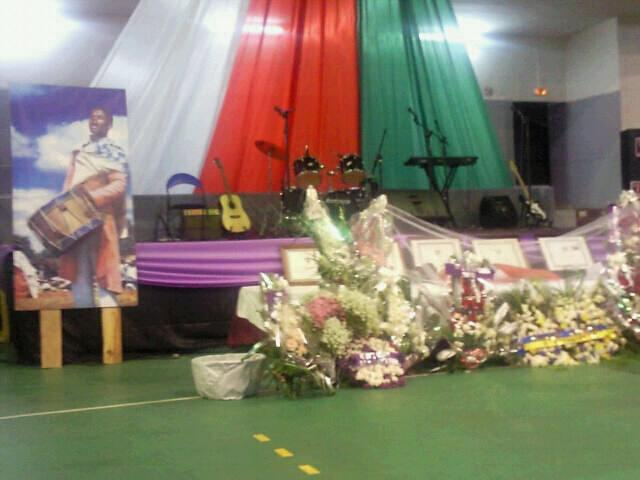
Mort de Ramilison

Le fondateur de Tarika Ramilison Fenoarivo, Ramilison Besigara (en), dit Dadamily Besigara (Ambatokely, 1934 – Isotry, 2009) est un paysan-artiste, descendant d’une longue lignée de mpihira-gasy (artistes d’opéra malgache) remontant à l’épopée des mpihiran’ny Andrianana (les artistes royaux) qui accompagnaient les grands travaux d’irrigation pour l’édification des rizières à l’époque du roi Andrianampoinimerina (XVIIIe siècle).
Ramilison commence à pratiquer le Hira gasy à l’âge de 10 ans, dans la troupe fondée par sa sœur avec son beau-frère Ramampiherika, et sa nièce Sahondrafinina. Après les décès de sa sœur et de son beau–frère, Sahondrafinina dirige la troupe et Ramilison en devient le directeur artistique.
En 1976, il réunit la centaine de troupes d'artistes mpihira gasy de Madagascar dans une confédération (Fimpimamad) afin de mutualiser les expériences, les contrats, et de mettre en place un système d’entraide mutualiste entre les quelque 3 000 artistes et leurs familles.
En 1986, du fait de son succès, la compagnie Sahondrafinana comptant trop d’artistes, en concertation avec sa nièce Sahondrafinana, il fonde sa compagnie, Tarika Ramilison Fenoarivo, avec 26 artistes. 

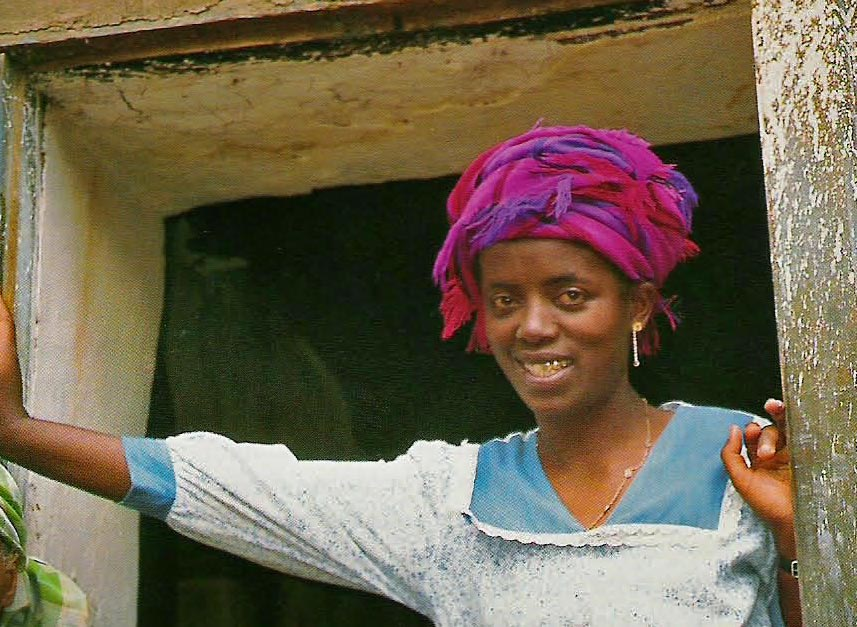
Perline Razafiarisoa

La troupe est décimée entre 2007 et 2009 : après le mpikarary (maître du discours poétisé) Rakotomanana et la chanteuse-danseuse Norine (morts lors d'accidents de la route), la directrice adjointe de la troupe, Perline Razafiarisoa meurt de maladie en 2007. Puis Ramilison décède fin 2009. Seuls quelques amis de l'étranger répondirent aux appels à la solidarité qui furent lancés pour tenter de le sauver (Roland Biache de Solidarité laïque, André Marcende du Secours populaire français, et le Dr Didier Mauro). Cela ne suffit pas. L’État malgache lui fit ensuite des funérailles nationales.
Après le décès de Ramilison, ses descendants restructurèrent la troupe, qui s'intitule désormais Tarika Ramilison Besigara Zanany.

## Activités dans le domaine artistique
Depuis 1986, les principales activités de Tarika Ramilison Fenoarivo dans le domaine artistique à Madagascar sont :
- la création, chaque année, de nouvelles œuvres, accompagnées de chorégraphies, de mise en scène et de costume innovants ;
- l’organisation de plusieurs centaines de spectacles dans toutes les régions de Madagascar, devant des centaines de milliers de spectateurs ;
- la rediffusion de ces spectacles sur les médias nationaux malgaches (télévisions et radios) avec pour audience des millions de spectateurs ;
- l’édition de CD et de DVD reprenant certaines œuvres (les plus populaires) de la troupe ;
- l’organisation de partenariats avec des artistes de variétés célèbres pour l’adaptation et l’interprétation d’œuvres de Hira Gasy en chansons de « variétés ». Participation à des spectacles de variétés sur des scènes, pour « mettre le feu » devant un public de milliers de spectateurs.

Depuis 1986, les principales activités de Tarika Ramilison Fenoarivo dans le domaine artistique à l’extérieur de Madagascar sont :
- l’organisation de tournées et de spectacles multimédias (opéra Hira Gasy + conférence + projection de films + débats). Tournées dans toute la France en 1993 et 1997, en partenariat avec la Ligue française de l’enseignement ;
- l’organisation de spectacles multimédias (opéra Hira Gasy) à la Cité de la Musique en 2001 ;
- la participation de la troupe à des spectacles, en France en 2005, 2006, 2007.

## Activités dans le domaine de l'éducation populaire
Depuis les années 1960, Tarika Ramilison Fenoarivo, intègre spontanément aux thèmes de ses chansons la question de la protection de l’environnement.
Invitant les paysans (qui écoutent d’autant plus les artistes qu’ils sont agriculteurs et éleveurs comme eux) à privilégier la riziculture irriguée à celle sur brûlis, à cesser les feux de brousse, ou chercher des solutions alternatives à l’usage du  charbon de bois, les mpihira gasy se placent depuis un demi-siècle dans une perspective avant-gardiste par rapport aux élites qui dirigent le pays.
Leurs paroles rencontrent une écoute, pour de multiples raisons, parmi lesquelles, le fait qu’ils sont issus de la majorité sociologique (85 % des malgaches sont paysans, éleveurs et pêcheurs), que leur art s’inscrit dans l’Histoire (il remonte au XVe siècle), et qu’ils vivent, au quotidien, le réel le plus profond du pays.
La scène est celle des villages, donc la communication a lieu là où les problèmes se posent. L’impact de ces messages est massif : chaque année, les compagnies s’adressent à plusieurs centaines de milliers de spectateurs. Et cette action de sensibilisation est relayée dans toutes les régions du pays, radios et télévisions locales relayant les chansons vers des millions d’auditeurs et de téléspectateurs.
Concrètement, aussi, les troupes participent aux actions de reboisement, de reforestation, de lutte contre l’érosion.
Des ONG, l’ONU, la GTZ, l’UNESCO et d’autres organisations ont bien compris l’importance de ces relais citoyens et laïques de l’éducation à l’environnement pour le développement et collaborent avec les mpihira gasy. 
De mai à octobre, tous les jours, chaque année, les mpihira gasy de Tarika Ramilison Fenoarivo sont au contact avec la population et, ces spectacles étant gratuits, l’affluence massive est constante. Le public débat des thèmes des chansons.

## Activités dans le domaine du développement

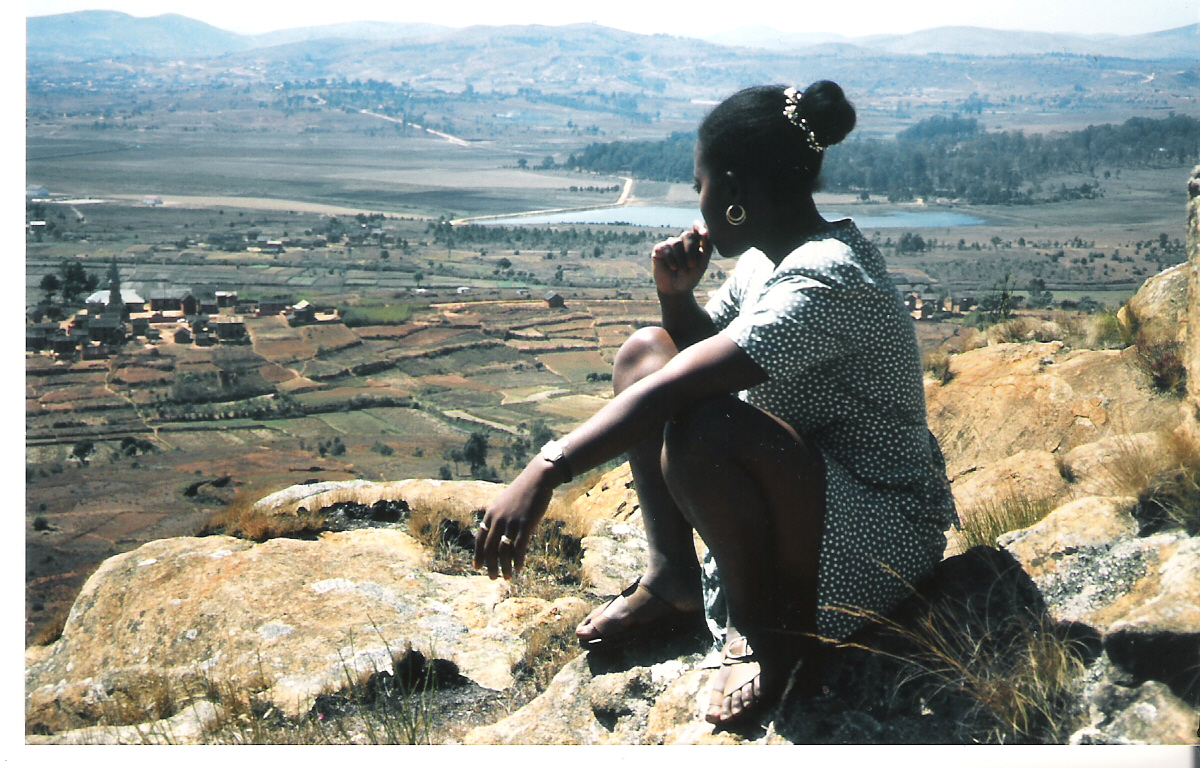
Village de Mandrosoa

En 1993, les mpihira gasy de Tarika Ramilison Fenoarivo fondent Gasy Mirindra, une ONG laïque de développement (association sans but lucratif de droit malgache, enregistrée à Antananarivo). Cette ONG s'implique rapidement dans des actions de développement économique et social, en partenariat avec d'autres organisations. Ses principales réalisations se focalisent sur :
La réhabilitation urbaine du quartier de taudis d’Isotry (Antananarivo)
- Construction d’un pont et d'une passerelle au-dessus des canaux (avec le Collectif Orchidées et l’Union européenne, malheureusement du fait de la culture de corruption (cf.les thèses du Dr Didier Mauro[4] qui mine le pays - et surtout les villes, le pont et la passerelle  disparaitront en moins de 18 mois: démontés et volés par petits bouts.
- Reconstruction du théâtre Kianja Mitafo Isotry (avec le Collectif Orchidées et l’Union européenne). Mais là encore, tout ce qui fut fait fut ensuite détruit et volé.
- Construction de latrines (avec le Secours populaire français). Cette infrastructure, surveillée de près par les habitants du quartier, résiste).
- Dés-engorgement des canaux (avec le Secours populaire français). Cette action doit être renouvelée régulièrement, du fait de l'état d'abandon de ces infrastructures par les pouvoirs publics.

Développement rural au village de Mandrosoa
Les villages malgaches (où résident les 85 % de paysans, éleveurs, pêcheurs, qui représentent la majorité sociologique de Madagascar - cf. les travaux du Dr Didier Mauro) sont relativement moins touchés que les villes par la culture de corruption. De ce fait, les actions mises en place par les mpihira gasy y sont aisément contrôlables (en termes de traçabilité des actions), et durables.
Les paysans artistes de Tarika Ramilison Fenoarivo animent un programme focalisé sur les actions suivantes : 
- Programme de tourisme solidaire (accueil de voyageurs, excursions, rencontres villageoises, etc.). Avec le Country guide le Petit Futé, les Guides Gallimard, et Jacaranda de Madagascar.
- Programme de développement agricole (formation de paysans, amélioration de la riziculture, etc.). Avec le Secours Populaire Français.
- Construction d’une école publique laïque (inexistante avant : la seule façon de scolariser les enfants était dans une école payante, confessionnelle). Avec le Secours Populaire Français.

Développement du système éducatif
Tarika Ramilison Fenoarivo et Gasy Mirindra sont mobilisés pour le développement du système éducatif de Madagascar.
Partenaire de Solidarité laïque pour la « Rentrée solidaire » 2005 – 2007
De 2007 à la fin 2007, fut organisée la campagne Rentrée solidaire avec Madagascar. Tarika Ramilison Fenoarivo et Gasy Mirindra participèrent à cette action en deux domaines :
- Affectation de matériel scolaire à plus d’un demi-million d’enfants des écoles publiques des 22 régions du pays (encadrement et accompagnement de la traçabilité des dons);
- Création d’une œuvre d’opéra Hira Gasy pour la Journée mondiale de l’Éducation (Unesco).

Mutualisation et partage d’expériences
Afin de pérenniser la mobilisation d'acteurs de la Rentrée Solidaire, les ONG européennes Solidarité laïque et Ligue de l'enseignement souhaitaient qu'une association en regroupe certains des acteurs pour faciliter les choses à l'avenir.
En 2007, Tarika Ramilison Fenoarivo et Gasy Mirindra furent cofondateurs de la Ligue de Madagascar pour le développement de l'enseignement, de la culture, et de l'éducation populaire (partenaire de la Ligue française de l'Enseignement. Cette Ligue de Madagascar regroupe les artistes mpihira gasy, l'ONG Bel Avenir, la Zebu Overseas board, les éclaireurs laïques Kiady de Madagascar, et l'association FLah, qui sauvegarde la mémoire audiovisuelle du pays. 
Des partenaires pour des actions communes
Les mpihira gasy diversifient leurs relations. À Madagascar, ils établissent des relations avec le dense réseau de l'Alliance française de Madagascar, avec la GTZ/Coopération allemande, l'ONU (PNUD), l'Unesco (ils créent des œuvres pour la Journée mondiale de l'éducation) et des ONG (Femmes artisanes de Madagascar,SAF - FJKM).
Ils mènent aussi des actions en  partenariat avec des ONG européennes (Cimade, Ligue française de l'enseignement, Secours populaire français, Solidarité laïque -cet notamment la campagne Rentrée solidaire Madagascar).
Sur le plan des médias, leurs spectacles et tournées ont notamment été filmés par : Bonnepioche productions (producteur du célèbre film La Marche de l'empereur), France télévisions, Movimento Productions, Océans Télévisions, Les Productions de La Lanterne. Dans le domaine de l'édition, leurs spectacles, des textes de chansons, et des photographies de la troupe sont présentés dans des livres publiés par : le Country guide Le Petit Futé, les Éditions Karthala, les Éditions Pages du monde, Guides Gallimard Encyclopédie du voyage Madagascar.

## Troupe actuelle
Direction actuelle de la troupe
Depuis début 2010, Tarika Ramilison Fenoarivo est dirigée par :
- Félix Ranaivoarison (fils aîné de Ramilison) : Écrivain de textes d’opéra Hira Gasy, musicien, régisseur général et administrateur de la troupe.
- Mme Hanitra Lalao Josiane Marie Ninah (petite-fille de Ramilison) : Conceptrice de costumes, metteur en scène et chorégraphe, chanteuse et danseuse. Gestionnaire.
- Fenotiana Ranaivoarison (petit-fils de Ramilison) : Secrétaire général & conseiller juridique, étudiant en droit à l’université d’Ankatso (Madagascar).
- Mme Émeline Raholisoa (fille cadette de Ramilison) : Représentante en Union européenne et responsable de la communication internationale, webmaster (chanteuse et danseuse d’opéra Hira Gasy, artiste à Disneyland Paris depuis 2000).

Composition actuelle de la troupe
La compagnie Tarika Ramilison Fenoarivo est actuellement composée de 28 artistes (9 filles et 19 garçons), les instruments de musique sont tambours, cuivres et violons. Des représentations avec valiha et kabosy sont également organisées.

## Filmographie
- Emeline Raholiarisoa, "Madagascar notre planète est en danger", Paris, Solidarité Laïque, Biarritz Le théâtre du Versant, 2019
- Emeline Raholiarisoa, "L'opéra Hira Gasy de Madagascar", Lyon, Solidarité Madagascar, 2019
- Didier Mauro, Madagascar la parole-poème, chroniques de l'opéra paysan Hira Gasy, Paris, France Télévision, Langues'O & Movimento Productions, France, 1997[5].
- Didier Mauro, Paris des océans, Paris, Images Plus - Télévision, Productions de la Lanterne, France, 1998.
- Didier Mauro, Madagascar, l'île des ancêtres, Paris, Images Plus - Télévision, Productions de la Lanterne, France, 2000.
- Didier Mauro, Le Journal de Perline : récit d'un envoûtement à Madagascar, Paris, Cityzen - Télévision, Productions de la Lanterne, France, 2001.
- Didier Mauro, La Pensée malgache, Paris, Voyage - Télévision, Bonnepioche Productions, France, 2003.

## Sélection de textes d’œuvres de Hira Gasy
Des textes d’œuvres de  Hira Gasy (traduits en français) sont disponibles :
Dans les ouvrages
- Madagascar, l'opéra du peuple, anthropologie d'un fait social total : l'art Hira Gasy entre tradition et rébellion (éditions Karthala);
- Madagascar parole d'ancêtre (éditions Pages du Monde).